# Moby Dick (série animada)
Moby Dick (no original em inglês, Moby Dick and the Mighty Mightor) é uma série de desenho animado americana com produção Hanna-Barbera. Estreou em 1967 e era transmitido junto com o Poderoso Mightor.
A história era sobre dois jovens, Tom e Tub, que eram resgatados por uma grande baleia branca (não confundir com a baleia homônima) após um naufrágio. Junto com a foca de estimação, Scooby, eles enfrentam perigos no mundo submarino.

## Episódios[1]
nomes originais (em inglês) e também (em português):
1. The Sinister Sea Saucer (O Bruxo do Mar)
2. The Electrifying Shoctopus (O pulpo electrónico|O Polvo Eletrônico)
3. The Crab Creatures (Os Siris Gigantes)
4. The Sea Monster (O Monstro do Mar)
5. The Undersea World (O Mundo Submarino)
6. The Aqua-Bats (Os Morcegos Submarinos)
7. The Iceberg Monster (O Monstro do Iceberg)
8. The Shark Men (Os Homens-tubarão)
9. The Saucers Shells (A Concha Feiticeira)
10. Moraya, The Eel Queen (Amadilha para Moby Dick)
11. Toadus, Ruler Of The Dead Ships (Cemitério no Fundo do Mar)
12. The Cereb-Men (Os Cérebros Diabólicos)
13. The Vortex Trap (A Armadilha de Vortan)
14. The Sand Creatures (O Ídolo Oculto)
15. The Sea Ark (O Monstro do Mar)
16. The Shimmering Screen (O Disco Luminoso)
17. Soodak The Invader (Soodak o Invasor)
18. The Iguana Men (Os Homens Iguana)

## Vozes
- Moby Dick: Don Messick
- Tom: Bobby Resnick
- Tub: Barry Balkin
- a foca Scooby: Don Messick

## Outras aparições
- Space Ghost
- Hanna-Barbera Super TV Heroes comic book, edições #1 – 7 (Abril 1968 – Outubro 1969), nos EUA.
- Selab 2021
- Harvey, o advogado
- Scooby-doo Mistério S.A, episódio 37.